# Chaetopelma karlamani
Chaetopelma karlamani là một loài nhện trong họ Theraphosidae.
Loài này thuộc chi Chaetopelma. Chaetopelma karlamani được miêu tả năm 1997 bởi Vollmer.